# Relações entre Alemanha e Japão
As relações entre Alemanha e Japão foram oficialmente estabelecidas em 1861, com a primeira visita embaixadora ao Japão da Prússia (que antecedeu a formação do Império Alemão em 1870). O Japão se modernizou rapidamente após a Restauração Meiji de 1867, frequentemente usando modelos alemães por meio de intenso intercâmbio intelectual e cultural. Depois de 1900, o Japão se alinhou com a Grã-Bretanha, e a Alemanha e o Japão foram inimigos na Primeira Guerra Mundial. O Japão declarou guerra ao Império Alemão em 1914 e capturou os principais pontos alemães na China e no Pacífico.
Na década de 1930, os dois países adotaram atitudes militaristas agressivas em relação às suas respectivas regiões. Isso levou a uma aproximação e, eventualmente, a uma aliança política e militar que incluía a Itália: o Eixo. Durante a Segunda Guerra Mundial, no entanto, a aliança foi limitada pelas grandes distâncias entre as potências do Eixo. Na maior parte, o Japão e a Alemanha travaram guerras separadas e, eventualmente, se renderam separadamente.
Após a Segunda Guerra Mundial, as economias de ambas as nações experimentaram recuperações rápidas. As relações bilaterais, agora focadas em questões econômicas, logo foram restabelecidas. Hoje, o Japão e a Alemanha são, respectivamente, a terceira e quarta maiores economias mundiais, e se beneficiam enormemente de muitos tipos de cooperação política, cultural, científica e econômica.
De acordo com uma pesquisa da Bertelsmann Foundation de 2012, os alemães veem o Japão de maneira positivamente esmagadora, e consideram essa nação menos competitiva e mais parceira. As visões japonesas da Alemanha também são positivas, com 97% vendo a Alemanha positivamente e apenas 3% vendo a Alemanha negativamente.

## Comparação entre os países
|                                         | Alemanha                                   | Japão                                         |
| --------------------------------------- | ------------------------------------------ | --------------------------------------------- |
| População (2018)                        | 83.000.000                                 | 126.440.000                                   |
| Área                                    | 357.386 km²                                | 377.975 km²                                   |
| Densidade populacional                  | 232,0 hab/km                               | 334,0 hab/km                                  |
| Capital                                 | Berlim                                     | Tóquio                                        |
| Maior cidade                            | Berlim                                     | Tóquio                                        |
| Governo                                 | República federal parlamentarista          | Monarquia constitucional parlamentar unitária |
| Línguas oficiais                        | Alemão                                     | Japonês                                       |
| PIB nominal (2019)                      | US$ 3,863 Trilhões (US$ 46 653 per capita) | US$ 5,176 Trilhões (US$ 41 021 per capita)    |
| Moeda                                   | Euro                                       | Iene                                          |
| Índice de Desenvolvimento Humano (2018) | 4º (0,939)                                 | 19º (0,915)                                   |
| Índice Global de Paz (2019)             | 22º                                        | 9º                                            |

## História

### Primórdios
As relações entre o Japão e a Alemanha datam do Xogunato Tokugawa (1603-1868), quando os primeiros alemães chegaram ao Japão a serviço da Companhia Holandesa das Índias Orientais. Os primeiros casos bem documentados são os dos médicos Engelbert Kaempfer (1651-1716) e Philipp Franz von Siebold (1796-1866) nas décadas de 1690 e 1820, respectivamente. Ambos acompanharam o diretor do posto comercial holandês em Dejima na viagem obrigatória a Edo para prestar homenagem ao xogum. Siebold tornou-se o autor de Nippon, Archiv zur Beschreibung von Japan, uma das mais valiosas fontes de informação sobre o Japão até o século XX; desde 1979 suas realizações têm sido reconhecidas com um prêmio alemão anual em sua homenagem, o Philipp Franz von Siebold-Preis, concedido a cientistas japoneses. A segunda visita de Siebold ao Japão (1859–1862) foi marcada por sua tentativa falha de obter um cargo diplomático naquele país.
Em 1854, os Estados Unidos pressionaram o Japão a aceitar a Convenção de Kanagawa, que encerrou o isolamento político do Japão. Foi considerado um "tratado desigual" por parte da sociedade japonesa uma vez que os Estados Unidos não retribuíram a maioria das concessões do Japão com privilégios semelhantes. Em muitos casos, o Japão foi efetivamente forçado a um sistema de extraterritorialidade que previa a subjugação de residentes estrangeiros às leis de seus próprios tribunais consulares em vez do sistema legal japonês, abria portos para o comércio e, mais tarde, até permitia a entrada de missionários cristãos no país. Logo após o fim do isolamento japonês, no período chamado "Bakumatsu", os primeiros comerciantes alemães chegaram ao Japão. Em 1860, o conde Friedrich Albrecht zu Eulenburg liderou a Expedição de Eulenburg ao Japão como embaixador da Prússia. Após quatro meses de negociações, outro "tratado" de amizade e comércio foi assinado em janeiro de 1861 entre a Prússia e o Japão.
Apesar de ser considerada uma das numerosas negociações impostas ao Japão durante esse período, a Expedição de Eulenburg e as consequências de curto e longo prazo do tratado de amizade e comércio são hoje consideradas o início das relações oficiais nipo-germânicas. 

### Missão diplomática do Japão na Prússia
Em 1863, três anos após a visita de von Eulenburg a Tóquio, uma legação xogunal chegou à corte prussiana do rei Guilherme I e foi saudada com uma grandiosa cerimônia em Berlim. Depois que o tratado foi assinado, Max von Brandt tornou-se representante diplomático no Japão – primeiro representando a Prússia e, depois de 1866, representando a Confederação da Alemanha do Norte. A partir de 1871, Brandt passou a representar o recém-estabelecido Império Alemão. 
Em 1868, o Xogunato Tokugawa foi derrubado e o Império do Japão liderado pelo Imperador Meiji foi estabelecido. Com o retorno do poder à dinastia Tennō, o Japão exigiu a revogação dos "tratados desiguais" anteriormente firmado com as potências ocidentais e desencadeou uma guerra civil. Durante o conflito, o comerciante de armas alemão Henry Schnell forneceu armamentos ao daimyō de Nagaoka. A guerra civil se encerrou no ano seguinte com a derrota dos Tokugawa e a renegociação dos "tratados desiguais".

### Modernização do Japão
Com o início da Era Meiji (1868-1912), muitos cidadãos alemães chegaram ao Japão como funcionários do novo governo como os chamados oyatoi gaikokujin ("contratados estrangeiros") e contribuíram para a modernização do Japão, especialmente nos campos da medicina (Leopold Mueller, 1824–1894; Julius Scriba, 1848–1905; Erwin Bälz, 1849–1913), direito (K. F. Hermann Roesler, 1834–1894; Albert Mosse, 1846–1925) e militarismo (K. W. Jacob Meckel, 1842–1906). Meckel havia sido convidado pelo governo do Japão em 1885 como conselheiro do estado-maior japonês e como professor no Colégio de Guerra do Exército. Ele passou três anos no Japão, trabalhando com pessoas influentes, incluindo Katsura Tarō e Kawakami Soroku, contribuindo assim decisivamente para a modernização do Exército Imperial Japonês. Meckel deixou para trás um grupo leal de admiradores japoneses, que, após sua morte, mandaram erigir uma estátua de bronze dele em frente à sua antiga faculdade militar em Tóquio. No geral, o Exército Imperial Japonês orientou intensamente sua organização ao longo das linhas prusso-alemãs ao construir uma força de combate moderna durante a década de 1880.
Em 1889, a Constituição do Império do Japão foi promulgada, muito influenciada pelos juristas alemães Rudolf von Gneist e Lorenz von Stein, a quem o oligarca Meiji e futuro primeiro-ministro Itō Hirobumi (1841–1909) visitou em Berlim e Viena em 1882. A pedido do governo alemão, Albert Mosse também se reuniu com Hirobumi e seu grupo de funcionários e estudiosos do governo e deu uma série de palestras sobre direito constitucional, o que ajudou a convencer Hirobumi de que a constituição monárquica de estilo prussiano era mais adequada para o Japão. Em 1886, Mosse foi convidado para ir ao Japão com um contrato de três anos como "estrangeiro contratado" pelo governo japonês para ajudar Hirobumi e Inoue Kowashi na redação da Constituição Meiji. Mais tarde, ele trabalhou em outros projetos legais importantes, acordos internacionais e contratos e atuou como consultor de gabinete no Ministério do Interior, auxiliando o primeiro-ministro Yamagata Aritomo no estabelecimento de projetos de leis e sistemas para o governo local. Dezenas de estudantes e oficiais militares japoneses também foram para a Alemanha no final do século XIX, para estudar o sistema militar alemão e receber treinamento militar em instalações educacionais do exército alemão e nas fileiras do alemão, principalmente o exército prussiano.